# Festivali i Këngës 57
Festivali i Këngës 57 (Festivali i 57-të i Këngës në Radio Televizioni Shqiptar) var den 57:e årliga upplagan av den albanska musiktävlingen Festivali i Këngës. Tävlingen användes som Albaniens uttagning till Eurovision Song Contest 2019 i Tel Aviv, Israel. Tävlingens vinnare blev Jonida Maliqi, som segrade i finalen med sitt bidrag "Ktheju tokës" som skrivits av Eriona Rushiti.
Tävlingen hölls i Pallati i Kongreseve som ligger i centrala Tirana, Albaniens huvudstad. Programledare var skådespelaren Viktor Zhusti och den kanadensisk-albanska sångerskan Ana Golja. Tävlingen organiserades av det statliga TV-bolaget Radio Televizioni Shqiptar (RTSH) som sände tävlingen tillsammans med Radio Tirana och Radio Televizioni i Kosovës (RTK). Tävlingens 22 deltagare presenterades i oktober 2018.

## Bakgrund
Efter framgångarna i Eurovision Song Contest 2018, där Albaniens artist Eugent Bushpepa slutade på 11:e plats i finalen, startade RTSH sökandet efter deltagare till detta års upplaga bara dagar efter finalen av Eurovision Song Contest. Man släppte en reklamfilm med budskapet "Eja në festival" (svenska: kom till festivalen) där tidigare deltagare bjöd in till att ansöka om deltagande i tävlingen. Man tog emot bidrag fram till den 10 september 2018.
Först i september meddelade RTSH officiell att även detta års upplaga av festivalen skulle användas som nationell uttagning till Eurovision Song Contest följande vår.

## Upplägg
I slutet av oktober presenterade RTSH upplägget för detta års festival. Festivalchef var likt tidigare år Martin Leka. Som konstnärlig ledare till detta års festival hade den kända operasångerskan Inva Mula utsetts. Festivalens musikproducent var Sokol Marsi, som bland annat själv skrivit vinnarbidrag i tävlingen som "Kënga ime". Manusförfattare var låtskrivaren Pandi Laço och regissör var hans bror Bledar Laço. Till detta års festival planerades stora förändringar. Bland annat presenterade artisterna under den första kvällen i sedvanlig ordning sina bidrag ackompanjerade av RTSH:s orkester. Den andra kvällen presenterades bidragen i ett mer Eurovision-likt format med scenframställning och uppspelad musik som vid Eurovision Song Contest. Finalkvällen genomfördes med liveorkester. 5 december meddelade RTSH startordningen för den första tävlingskvällen. Bojken Lako inledde premiärkvällen som avslutades av Orgesa Zaimi.
I början av december släppte RTSH 1-minutersklipp på Instagram och Youtube kallade "Insta Fest" som en presentation av deltagarna och deras bidrag, där de fick berätta om bakgrunden kring dessa. Många artister berättade även om sin önskan att få representera Albanien i Eurovision Song Contest följande vår. 10 december släppte RTSH studioversionerna av de deltagande bidragen på Youtube.
11 december presenterade RTSH tävlingens programledare vid en presskonferens. Programmet leddes av den kända skådespelaren Viktor Zhusti och den kanadensisk-albanska sångerskan Ana Golja. Viktor Zhusti återvände efter 47 år som programledare efter att senast ha varit programledare för Festivali i Këngës 1971.

### Jury
Tävlingens jury, som i finalen utsåg segraren, presenterades under den första semifinalkvällen 20 december. Juryn består främst av kända personer inom den albanska musikindustrin.
1. Hajg Zaharian (66 år), kompositör tilldelad orden Artist i merituar.
2. Rona Nishliu (32), kosovoalbansk sångerska och vinnare av Festivali i Këngës 50.
3. Arta Marku (42), journalist och jurist.
4. Olsa Toqi (31), sångerska, låtskrivare och kompositör som skrev vinnarbidraget i Festivali i Këngës 54, "Përrallë".
5. Pali Kuke (71), regissör som tidigare regisserat både Festivali i Këngës och Kënga Magjike.
6. Dorian Çene (-), kompositör.
7. Agim Krajka (81), kompositör som skrivit vinnarbidrag i Festivali i Këngës.
8. Shpëtim Kushta (72), låtskrivare.
9. Rovena Dilo (44), sångerska, vinnare av Festivali i Këngës 39 och Kënga Magjike 2001.

## Deltagare
Listan över deltagande artister presenterades 17 oktober 2018 av RTSH. Startfältet bestod av 22 artister där merparten tidigare hade deltagit i tävlingen. En tidigare vinnare av tävlingen ställde upp i detta års upplaga, Eranda Libohova, som vann tävlingen 1987 tillsammans med sin äldre syster Irma Libohova och låten "Nuk e harroj". Den 3 december meddelade Vikena Kamenica att hon drog sig ur tävlingen. RTSH ersatte bidraget med duetten Artemisa Mithi, som deltog i fjolårets upplaga, och Febi Shkurti, som även han tidigare deltagit i tävlingen som en del av gruppen Revolt Klan.
| Artist                        | Låt                      | Text            | Musik                        |
| ----------------------------- | ------------------------ | --------------- | ---------------------------- |
| Alar Band                     | "Dashuria nuk mjafton"   | Klea Huta       | Elgit Doda                   |
| Artemisa Mithi & Febi Shkurti | "Dua ta besoj"           | Febi Shkurti    | Febi Shkurti                 |
| Aurel Thëllimi                | "Të dua ty"              | Aurel Thëllimi  | Ardita Bufaj, Aurel Thëllimi |
| Bojken Lako                   | "Jetë jetën"             | Xhevdet Bajraj  | Bojken Lako                  |
| Bruno Pollogati               | "Nuk ka stop"            | Endrit Mumajesi | Bruno Pollogati              |
| Dilan Reka                    | "Karma"                  | Florian Zykaj   | Gridi Kraja                  |
| Eliza Hoxha                   | "Peng"                   | Eliza Hoxha     | Eliza Hoxha                  |
| Elona Islamaj                 | "Në këtë botë kalimtarë" | Elona Islamaj   | Elona Islamaj                |
| Elton Deda                    | "Qetësisht"              | Elton Deda      | Elton Deda                   |
| Eranda Libohova               | "100 pyetje"             | Pandi Laço      | Gent Myftaraj                |
| Gjergj Leka                   | "Një ditë tjetër"        | Gjergj Leka     | Gjergj Leka                  |
| Jonida Maliqi                 | "Ktheju tokës"           | Eriona Rushiti  | Eriona Rushiti               |
| Kelly                         | "A më ndjën"             | Kelly           | Kelly                        |
| Klint Çollaku                 | "Më jetë"                | Pandi Laço      | Endrit Shani                 |
| Klodiana Vata                 | "Mbremje e pafund"       | Jorgo Papingji  | Edmond Zhulali               |
| Kujtim Prodani                | "Babela"                 | Kujtim Prodani  | Kujtim Prodani               |
| Lidia Lufi                    | "Rrëfehem"               | Lidia Lufi      | Enis Mullaj                  |
| Lorela Sejdini                | "Vetmi"                  | Lorela Sejdini  | Lorela Sejdini               |
| Marko Strazimiri & Imbro      | "Leyla"                  | Adrian Hila     | Adrian Hila                  |
| Mirud                         | "Nënë"                   | Durim Morina    | Elhaida Dani                 |
| Orgesa Zaimi                  | "Hije"                   | Genti Lako      | Genti Lako                   |
| Soni Malaj                    | "Më e fortë"             | Lindon Berisha  | Gerald Xhari, Petro Xhori    |

### Tillbakadragna bidrag
| Artist             | Låt            | Text / Musik    |
| ------------------ | -------------- | --------------- |
| Vikena Kamenica[a] | "Natën e mirë" | Vikena Kamenica |

| a. | ^ Vikena Kamenica drog tillbaka sitt bidrag från tävlan den 3 december och ersattes av Artemisa Mithi och Febi Shkurti. |

### Återkommande artister
Många av detta års artister, 15 av 24, har tidigare ställt upp i Festivali i Këngës. Eranda Libohova har deltagit flera gånger tidigare, samt vunnit tävlingen en gång, men saknas på listan nedan då hon inte ställt upp i tävlingen från år 2003. Hon deltog senast i Festivali i Këngës 40 år 2001 och slutade tvåa. De framgångsrika sångerskorna Soni Malaj och Jonida Maliqi gör comeback efter att ha deltagit senast 2008 respektive 2007. Utöver tidigare vinnare har både Bojken Lako och Elton Deda slutat på andra plats, medan Jonida Maliqi och Dilan Reka kom trea 2004 respektive 2016. Bruno Pollogati har vid sina två tidigare framträdanden deltagit som grupmedlem i Revolt Klan, men debuterar i denna upplaga som soloartist.
| Artist          | Tidigare år (från 2003)                  | Placering (Vid tidigare tillfällen) | Placering (2018) |
| --------------- | ---------------------------------------- | ----------------------------------- | ---------------- |
| Artemisa Mithi  | 2017                                     | opl.                                | 14               |
| Aurel Thëllimi  | 2003, 2004, 2005                         | UT, UT, UT                          | UT               |
| Bojken Lako     | 2009, 2011, 2012, 2014, 2017             | 6, 10, 8, 2, opl.                   | 9                |
| Bruno Pollogati | 2014, 2015                               | UT, UT                              | UT               |
| Dilan Reka      | 2015, 2016                               | 7, 3                                | 4                |
| Elton Deda      | 2011, 2017                               | 2, opl.                             | 7                |
| Eliza Hoxha     | 2006                                     | 12                                  | 11               |
| Febi Shkurti    | 2014, 2015                               | UT, UT                              | 14               |
| Gjergj Leka     | 2014                                     | 6                                   | 10               |
| Jonida Maliqi   | 2004, 2006, 2007                         | 3, 8, 4                             | 1                |
| Kelly           | 2012, 2014                               | 12, UT                              | UT               |
| Kujtim Prodani  | 2003, 2004, 2005, 2006, 2008, 2010, 2011 | opl., opl., opl., 14, 18, UT, UT    | UT               |
| Lorela Sejdini  | 2017                                     | UT                                  | UT               |
| Orgesa Zaimi    | 2015, 2017                               | UT, opl.                            | 13               |
| Soni Malaj      | 2004, 2008                               | UT, 16                              | 5                |

## Semifinaler
Till detta års festival hade upplägget förändrats mot tidigare år. Artisterna deltog i båda semifinalerna. I den första presenterades bidragen i traditionell Festivali i Këngës-form ackompanjerat av RTSH:s orkester. I den andra semifinalen presenterades bidragen i sin tilltänkta slutgiltiga form.
Den första semifinalen gick av stapeln 20 december 2018 i Pallati i Kongreseve. Programledare var Viktor Zhusti och Ana Golja. Startordningen för den första semifinalen presenterades 5 december 2018. Under den första kvällen presenterades bidragen i sin ordinarie form ackompanjerade av RTSH:s orkester. Sångaren Ermal Meta, som representerade Italien i Eurovision Song Contest 2018, var mellanakt under den första kvällen.
Den andra semifinalen hölls 21 december 2018 i Pallati i Kongreseve. Programledare var Viktor Zhusti och Ana Golja. Vid den andra semifinalen presenterades bidragen utan RTSH:s orkester i en mer slutgiltig version tilltänkt för Eurovision Song Contest. Artisterna hade även möjlighet att bjuda in andra artister att framföra bidragen tillsammans med. Efter den andra semifinalen utsågs finalisterna.
| Nr | Artist                        | Låt                      |
| -- | ----------------------------- | ------------------------ |
| 1  | Bojken Lako                   | "Jeto jetën"             |
| 2  | Alar Band                     | "Dashuria nuk mjafton"   |
| 3  | Lidia Lufi                    | "Rrëfehem"               |
| 4  | Kujtim Prodani                | "Babela"                 |
| 5  | Gjergj Leka                   | "Një ditë tjetër"        |
| 6  | Dilan Reka                    | "Karma"                  |
| 7  | Mirud                         | "Nënë"                   |
| 8  | Soni Malaj                    | "Më e fortë"             |
| 9  | Jonida Maliqi                 | "Ktheju tokës"           |
| 10 | Elton Deda                    | "Qetësisht"              |
| 11 | Elona Islamaj                 | "Në këtë botë kalimtarë" |
| 12 | Klodiana Vata                 | "Mbrëmje e pafund"       |
| 13 | Klinti Çollaku                | "Me jetë"                |
| 14 | Artemisa Mithi & Febi Shkurti | "Dua ta besoj"           |
| 15 | Kelly                         | "A më ndjen"             |
| 16 | Bruno Pollogati               | "Nuk ka stop"            |
| 17 | Marko Strazimiri & Imbro      | "Leyla"                  |
| 18 | Lorela Sejdini                | "Vetmi"                  |
| 19 | Eliza Hoxha                   | "Peng"                   |
| 20 | Eranda Libohova               | "100 pyetje"             |
| 21 | Aurel Thëllimi                | "Të dua ty"              |
| 22 | Orgesa Zaimi                  | "Hije"                   |

| Nr | Artist                                        | Låt                      |
| -- | --------------------------------------------- | ------------------------ |
| 1  | Jonida Maliqi                                 | "Ktheju tokës"           |
| 2  | Artemisa Mithi, Febi Shkurti & Manuel Moscati | "Dua ta besoj"           |
| 3  | Mirud                                         | "Nënë"                   |
| 4  | Klodiana Vata                                 | "Mbrëmje e pafund"       |
| 5  | Lidia Lufi & Tahir Gjoçi                      | "Rrëfehem"               |
| 6  | Marko Strazimiri, Imbro & Aurela Gaçe         | "Leyla"                  |
| 7  | Orgesa Zaimi                                  | "Hije"                   |
| 8  | Elona Islamaj                                 | "Në këtë botë kalimtarë" |
| 9  | Bojken Lako & Anxhela Llaha                   | "Jeto jetën"             |
| 10 | Elton Deda                                    | "Qetësisht"              |
| 11 | Eliza Hoxha                                   | "Peng"                   |
| 12 | Gjergj Leka                                   | "Një ditë tjetër"        |
| 13 | Kujtim Prodani                                | "Babela"                 |
| 14 | Aurel Thëllimi & Ardita Bufaj                 | "Të dua ty"              |
| 15 | Soni Malaj                                    | "Më e fortë"             |
| 16 | Lorela Sejdini                                | "Vetmi"                  |
| 17 | Klinti Çollaku                                | "Me jetë"                |
| 18 | Alar Band                                     | "Dashuria nuk mjafton"   |
| 19 | Kelly                                         | "A më ndjen"             |
| 20 | Dilan Reka                                    | "Karma"                  |
| 21 | Eranda Libohova & Rosela Gjylbegu             | "100 pyetje"             |
| 22 | Bruno Pollogati                               | "Nuk ka stop"            |

## Final
Finalen gick av stapeln 22 december 2018 i Pallati i Kongreseve med Ana Golja och Viktor Zhusti som programledare. I finalen deltog de 14 bidrag som juryn röstat vidare från semifinalkvällarna och artisterna uppträdde ackompanjerade av RTSH:s orkester. I finalen uppträdde den fransk-albanska sångerskan Erza Muçolli som mellanakt. Eugent Bushpepa framförde fjolårets vinnarbidrag "Mall". Efter att juryn röstat stod det klart att sångerskan Jonida Maliqi vunnit finalen med "Ktheju tokës".
| Final – 22 december 2018 | Final – 22 december 2018      | Final – 22 december 2018 | Final – 22 december 2018 | Final – 22 december 2018 | Final – 22 december 2018 | Final – 22 december 2018 | Final – 22 december 2018 | Final – 22 december 2018 | Final – 22 december 2018 | Final – 22 december 2018 | Final – 22 december 2018 | Final – 22 december 2018 | Final – 22 december 2018 |
| Nr                       | Artist                        | Låt                      | H. Zaharian              | A. Marku                 | R. Nishliu               | A. Krajka                | P. Kuke                  | O. Toqi                  | R. Dilo                  | S. Kushta                | D. Çene                  | Totalt                   | Plats                    |
| ------------------------ | ----------------------------- | ------------------------ | ------------------------ | ------------------------ | ------------------------ | ------------------------ | ------------------------ | ------------------------ | ------------------------ | ------------------------ | ------------------------ | ------------------------ | ------------------------ |
| 1                        | Marko Strazimiri & Imbro      | "Leyla"                  | 14                       | 18                       | 19                       | 15                       | 18                       | 10                       | 25                       | 12                       | 11                       | 142                      | 8                        |
| 2                        | Gjergj Leka                   | "Një ditë tjetër"        | 20                       | 12                       | 10                       | 20                       | 11                       | 14                       | 11                       | 15                       | 18                       | 131                      | 10                       |
| 3                        | Elton Deda                    | "Qetësisht"              | 18                       | 17                       | 17                       | 19                       | 14                       | 15                       | 17                       | 19                       | 20                       | 156                      | 7                        |
| 4                        | Eranda Libohova               | "100 pyetje"             | 22                       | 22                       | 22                       | 25                       | 19                       | 17                       | 18                       | 11                       | 25                       | 181                      | 3                        |
| 5                        | Jonida Maliqi                 | "Ktheju tokës"           | 19                       | 30                       | 30                       | 18                       | 30                       | 19                       | 30                       | 30                       | 22                       | 228                      | 1                        |
| 6                        | Eliza Hoxha                   | "Peng"                   | 11                       | 16                       | 20                       | 12                       | 15                       | 13                       | 14                       | 10                       | 16                       | 127                      | 11                       |
| 7                        | Orgesa Zaimi                  | "Hije"                   | 10                       | 14                       | 16                       | 13                       | 13                       | 12                       | 13                       | 18                       | 12                       | 121                      | 13                       |
| 8                        | Bojken Lako                   | "Jeto jetën"             | 12                       | 15                       | 25                       | 10                       | 16                       | 16                       | 16                       | 13                       | 15                       | 138                      | 9                        |
| 9                        | Soni Malaj                    | "Më e fortë"             | 17                       | 19                       | 18                       | 17                       | 20                       | 18                       | 15                       | 25                       | 17                       | 166                      | 5                        |
| 10                       | Artemisa Mithi & Febi Shkurti | "Dua ta besoj"           | 13                       | 13                       | 12                       | 11                       | 10                       | 11                       | 19                       | 14                       | 10                       | 113                      | 14                       |
| 11                       | Dilan Reka                    | "Karma"                  | 16                       | 25                       | 14                       | 14                       | 25                       | 22                       | 22                       | 17                       | 14                       | 169                      | 4                        |
| 12                       | Alar Band                     | "Dashuria nuk mjafton"   | 15                       | 11                       | 11                       | 16                       | 12                       | 20                       | 10                       | 16                       | 13                       | 124                      | 12                       |
| 13                       | Lidia Lufi                    | "Rrëfehem"               | 30                       | 20                       | 15                       | 30                       | 22                       | 30                       | 20                       | 22                       | 30                       | 219                      | 2                        |
| 14                       | Klinti Çollaku                | "Me jetë"                | 25                       | 10                       | 13                       | 22                       | 17                       | 25                       | 12                       | 20                       | 19                       | 163                      | 6                        |

1. ↑  Marko Strazimiri & Imbro fick framföra sitt bidrag en andra gång efter att samtliga bidrag framförts efter tekniska problem.
2. ↑  Eranda Libohova fick framföra sitt bidrag en andra gång efter att samtliga bidrag framförts efter tekniska problem.